# Юферов, Сергей Николаевич
Сергей Николаевич Юферов (род. 3 декабря 1945, Минск) — советский и российский шахматист, международный мастер (1986). Победитель турнира прибалтийских республик и Белоруссии (1976); Всеармейского турнира (1977).
Лучшие результаты в международных соревнованиях: Наленчув (1984) — 5—7-е; Пловдив (1985) — 3—4-е места.
Тренер-секундант Майи Чибурданидзе в матче за звание чемпионки мира 1984 года.